# Английский крем
Английский крем, или крем англез (фр. crème anglaise) — густой десертный соус, разновидность заварного крема.
Название «крем англез» французского происхождения, однако сам крем возник, вероятно, в Англии XVI века. Различие между английским и французским вариантом заключается в том, что используемый во Франции крем англез довольно жидкий и обычно подаётся холодным в качестве соуса к десертам, тогда как распространённый в Англии заварной крем (так называемый кастард) более густой и часто употребляется горячим.
Основу английского крема составляют яичные желтки, сахар и молоко или сливки. Как правило, он ароматизируется ванилью; реже лимоном либо кофе. Может продаваться в виде порошка-полуфабриката. В 100 граммах крема англез содержится примерно 210—215 килокалорий.
Подаётся с шарлоткой, пудингами, шоколадным тортом, фруктами. Является обязательным ингредиентом французского десерта иль флотант. Может служить основой для других кремов, муссов и мороженого.